# Korytnica, Voivodato de Łódź
Korytnica [kɔrɨtˈnit͡sa] es un pueblo ubicado en el distrito administrativo de Gmina Sulejów, dentro del Distrito de Piotrków, Voivodato de Łódź, en Polonia central. Se encuentra aproximadamente a 7 kilómetros al noroeste de Sulejów, a 9 kilómetros al este de Piotrków Trybunalski, y a 51 kilómetros al sureste de la capital regional Lodz.